# 初野車站
初野車站（日语：／ Hatsuno eki */?）是一個由北海道旅客鐵道（JR北海道）所經營的鐵路車站，位於日本北海道中川郡美深町字富岡，是宗谷本線沿線的一個無人小站。車站編號為W55。電報略號為ハノ。現已廢除。

## 歷史
- 1948年6月：國有鐵道的初野臨時停靠站開始營運並服務乘客。
- 1959年11月1日：升格為車站並開始服務乘客。
- 1987年4月1日：國鐵分割民營化後，由JR北海道繼承業務。
- 2024年3月16日：由於客量長期處於極低水平而廢站[1][2][3]。

## 車站構造
在稚內方向的左面設有木造簡易式月台的1面1線地面車站，亦是無人車站。亦設有連接美深14線的平交道，並在旁邊設置候車室。

## 車站周邊
車站周圍為田園地區，往西步行約300米就會到達國道之處。
- 國道40號
- 名士巴士（日语：名士バス）「美深14線」巴士站

## 相鄰車站
北海道旅客鐵道（JR北海道）
■宗谷本線 (一部分列車通過本站)
美深（W54）－初野（W55）－恩根内（W57）

## 外部連結
- （日語）JR北海道 – 初野車站（页面存档备份，存于）
- （日語）全驛參觀之旅（页面存档备份，存于）